# Jurij Julianovics Sevcsuk
Jurij Julianovics Sevcsuk (Юрий Юлианович Шевчук; 1957. május 16. –) szovjet-orosz zeneszerző és énekes, az 1980-ban alapított DDT együttes vezetője. Már a szovjet időkben is szembekerült a hatalommal és sok száma feketelistára került, de Putyin autokratikus rendszere sem szíveli őt, neve összefonódik az orosz ellenzékkel. Több filmben szerepelt, filmzenéket is írt, verseskötete is jelent meg. A kortárs orosz zene legnagyobb szövegírójának tartják, gyakran hasonlítják Vlagyimir Viszockijhoz.

## Életrajza
Tanár szülők gyermekeként a Távol-keleti szövetségi körzet Magadani területén, Jagodnojében született. Apai ágon ukrán származású. 1964-től a Kabard-Balkárföldön található Nalcsikban éltek, majd a baskírföldi Ufában nőtt fel és szerzett grafikusi diplomát; Szverdlovszkban, majd Moszkvában telepedett le, 1991 óta Szentpéterváron él. Oroszország minden szegletét bejárta, az utcasepréstől a tanításig sok mindennel foglalkozott, innen származhat szociális érzékenysége.
1980-ban a DDT együttes alapító tagjai közé tartozott. Dalszövegeiben visszatérő elem az erőszak, a háború elutasítása. Dalt írt az 1980-as afganisztáni szovjet beavatkozás ellen, és az orosz–grúz háború után is az erőszakmentességet propagáló koncertet szervezett. 1999-ben jugoszláviai fellépésekkel tiltakozott a NATO-bombázások ellen.

## Családja
Első felesége meghalt, tőle született fiát egyedül nevelte fel. Második fia egy orosz színésznőtől született, de a fiú és anyja Ausztriában élnek.

## Külső hivatkozások
- A DDT hivatalos honlapja (oroszul)
- About DDT – Lyrics and English translations (angolul)